# Willy Laurence
Willy Laurence (ur. 3 kwietnia 1984) – gwadelupski piłkarz występujący na pozycji pomocnika. Zawodnik klubu CS Moulien.

## Kariera klubowa
Laurence karierę rozpoczynał w 2003 roku w zespole RC de Basse-Terre. W 2004 roku zdobył z nim mistrzostwo Gwadelupy, Puchar Gwadelupy oraz Coupe DOM. W 2005 roku odszedł do L'Etoile de Morne-à-l'Eau. W 2007 roku wywalczył z nim mistrzostwo Gwadelupy. W L'Etoile spędził 5 lat, a w 2010 roku przeniósł się do zespołu CS Moulien. W 2011 roku zdobył z nim mistrzostwo Gwadelupy.

## Kariera reprezentacyjna
W reprezentacji Gwadelupy Laurence zadebiutował w 2002 roku. W 2007 roku znalazł się w drużynie na Złoty Puchar CONCACAF. Nie wystąpił jednak na nim w żadnym spotkaniu, a Gwadelupa odpadła z turnieju w półfinale.
W 2009 roku Laurence ponownie został powołany do kadry na Złoty Puchar CONCACAF. Na nim również nie zagrał w żadnym meczu, a Gwadelupa zakończyła turniej na ćwierćfinale.